# Lesław Swatler
Lesław Swatler (ur. 24 grudnia 1921 w Podwołoczyskach, zm. 10 maja 1998 w Szczecinie) – polski ekonomista, profesor nauk ekonomicznych, wieloletni pracownik naukowo-dydaktyczny Uniwersytetu Szczecińskiego, doktor honoris causa tej uczelni.

## Życiorys
Urodził się w Podwołoczyskach w województwie tarnopolskim w rodzinie żydowskiej. W latach 1949–1954 studiował ekonomię początkowo w Akademii Handlowej, a następnie w Wyższej Szkole Ekonomicznej w Szczecinie. Stopień naukowy doktora nauk ekonomicznych otrzymał w 1961 w Szkole Głównej Planowania i Statystyki w Warszawie. Tam również 4 lata później habilitował się. W 1973 otrzymał tytuł profesora nadzwyczajnego, a w 1981 profesora zwyczajnego. W 1985 podjął pracę na Uniwersytecie Szczecińskim. W latach 1985–1992 był kierownikiem Katedry Finansów US. W latach 1987–1990 pełnił funkcję dziekana Wydziału Ekonomicznego US, przez kilka lat także kierował Punktem Konsultacyjnym US w Koszalinie. Specjalizował się w bankowości, finansach, finansach przedsiębiorstw i teorii finansów.
Był członkiem: Komitetu Nauk Ekonomicznych Polskiej Akademii Nauk, Rady Naukowej Instytutu Finansów w Warszawie oraz Rady Naukowej przy prezesie Narodowego Banku Polskiego. Od 1949 był członkiem PZPR.
Zmarł w Szczecinie. Jest pochowany w kwaterze żydowskiej cmentarza Centralnego w Szczecinie.

## Publikacje
Był autorem ponad 200 prac naukowych. Tematyka jego prac obejmuje procesy zarządzania przedsiębiorstwami o znaczeniu mikroekonomicznym i makroekonomicznym. Jako pierwszy podjął badania naukowe w dziedzinie finansów w transporcie w latach 50. i 60.

## Odznaczenia i nagrody
- Krzyż Kawalerski Orderu Odrodzenia Polski
- Medal Komisji Edukacji Narodowej
- Medal 40-lecia Polski Ludowej
- siedem nagród resortowych
- liczne odznaczenia regionalne i resortowe

W 1996 otrzymał doktorat honoris causa Uniwersytetu Szczecińskiego.